# Paul Tonko

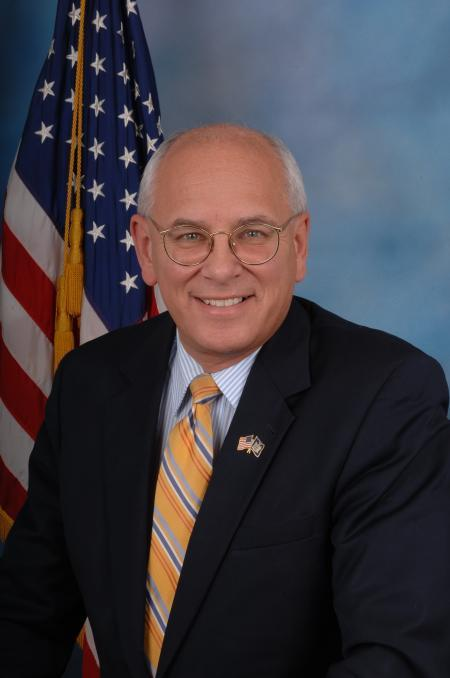
Paul Tonko

Paul David Tonko (* 18. Juni 1949 in Amsterdam, New York) ist ein US-amerikanischer Ingenieur und Politiker der Demokratischen Partei. Seit Januar 2009 vertritt er den Bundesstaat New York im US-Repräsentantenhaus. Aktuell für den 20. Distrikt, zuvor von 2009 bis 2013 im 21. Distrikt.

## Biografie
Paul Tonko wurde im zentral im Staat New York liegenden Montgomery County geboren. Er besuchte die Amsterdam High School in seinem Heimatort. Im Anschluss absolvierte er die Clarkson University und schloss dort mit einem Bachelor of Science ab. Zwischenzeitlich arbeitete er unter anderem im Maschinenbau. Zwischen 1976 und 1983 gehörte er dem Bezirksrat im Montgomery County an. Er übernahm 2007 den Posten des Präsidenten der New York State Energy Research and Development Authority, einem Unternehmen der Energiewirtschaft.
Tonko ist Single und lebt in seiner Geburtsstadt Amsterdam (Stadt, New York). Er ist römisch-katholischen Glaubens.

## Politische Karriere
Politisch schloss er sich der Demokratischen Partei an. Im Jahr 1983 wurde er in die New York State Assembly gewählt. Dort vertrat er den 105. Distrikt von New York bis Juni 2007.
Seinen Posten in der Energiewirtschaft gab er Ende April 2008 auf, um für einen Sitz im Repräsentantenhaus der Vereinigten Staaten zu kandidieren. Als Nachfolger von Michael R. McNulty wurde er bei den Wahlen 2008 für den 21. Kongresswahlbezirk ins Repräsentantenhaus gewählt. Er siegte mit 62,1 % gegen James Buhrmaster von der Republikanischen Partei sowie den unabhängigen Phillip Steck. Nachdem er bei allen folgenden sieben Wahlen zwischen 2010 und 2022, jeweils bestätigt wurde, kann er sein Mandat bis heute ausüben. Er wurde immer mit mehr als 59 % der Stimmen wiedergewählt. Sein bestes Ergebnis erzielte er bei den Wahlen 2012 mit 68,4 %, und das schlechteste Wiederwahlergebnis hatte er im Jahr 2010 mit 59,2 Prozent der Stimmen. Seine aktuelle, insgesamt achte Legislaturperiode im Repräsentantenhaus des 119. Kongresses läuft noch bis zum 3. Januar 2027.  Seit 2013 ist er Repräsentant des 20. Distrikts.

### Ausschüsse
Tonko ist aktuell Mitglied in folgenden Ausschüssen des Repräsentantenhauses:
- Committee on Energy and Commerce
  - Energy, Climate, and Grid Security
  - Environment, Manufacturing, and Critical Materials
  - Oversight and Investigations
- Committee on Science, Space, and Technology